# Laboulaye
Laboulaye (pronunciación en francés: /labulɛ/, aunque usualmente mal pronunciada como /labulaʒ/ o incluso /labulaʃ/) es una ciudad del sudeste de la provincia de Córdoba, Argentina. Es la cabecera del departamento Presidente Roque Sáenz Peña.
Se encuentra ubicada en la Pampa Húmeda, sobre la ruta provincial 4 a 85 km de La Carlota y a la vera de la ruta nacional 7 a 65 km de la ciudad santafesina de Rufino.

## Orígenes

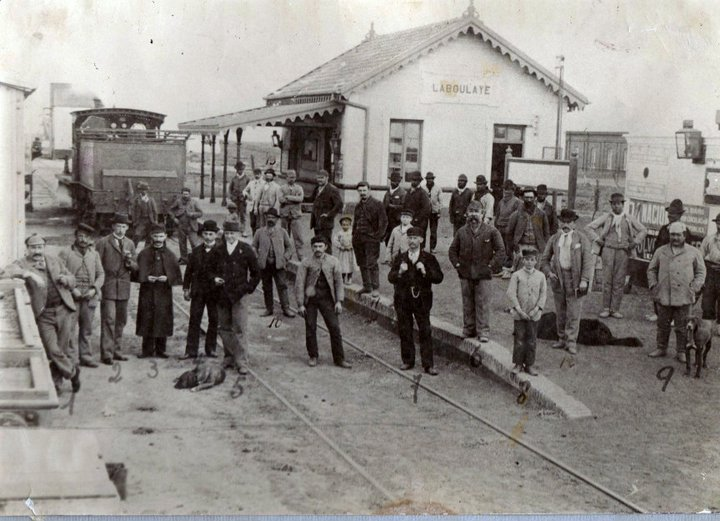
Estación Laboulaye en 1895

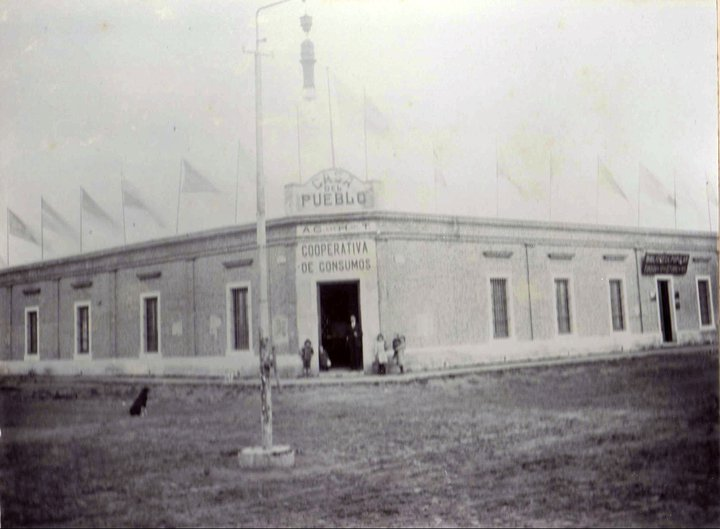
Cooperativa de consumos - Casa del Pueblo en 1900

El territorio que hoy ocupa Laboulaye es parte de las quince mil leguas que el general Julio A. Roca incorporó durante la campaña de Conquista del Desierto. Este hecho sentó las bases para el asentamiento poblacional en la zona de Laboulaye y en otras similares durante la década de 1880. 
Un factor importante al considerar el establecimiento de Laboulaye es el climático: entre 1870 y 1920 transcurría el Hemiciclo Húmedo, lo cual implicaba que la zona estuviese sujeta a permanentes inundaciones, particularmente en los bañados de La Amarga, entre 1883 y 1884, situación que demoró la construcción del ferrocarril hasta 1886, año en el cual, coincidiendo con la inauguración de las vías férreas, se fundó oficialmente la localidad de Laboulaye. Se ubica a 346 km de Córdoba Capital.

## Toponimia
El presidente argentino Domingo Faustino Sarmiento había mantenido una regular correspondencia con el jurista liberal francés Eduardo Laboulaye. La temática sobre la que discurrían principalmente tenía que ver con las dificultades que ambos veían en sus respectivos países para armonizar democracia y desarrollo. Este intercambio epistolar se mantuvo hasta la muerte de Laboulaye, ocurrida en 1883.
Hay muchas versiones al respecto de cómo el nombre de este jurista francés terminó siendo el de una de las ciudades del sur de la provincia de Córdoba. Había sido Sarmiento mismo quien eligió el lugar de emplazamiento de la ciudad años antes, y que al mismo tiempo había decidido nombrar ese lugar como su amigo.
A pesar de esto se sabe que el nombre de Laboulaye fue originalmente elegido solo para la estación de trenes alrededor de la cual creció la ciudad. En honor a la amistad entre Laboulaye y Sarmiento, se decidió tomar la figura del expresidente como figura fundacional de la ciudad. Esto está registrado en el busto del prócer argentino ubicado en la plaza General Paz que cita "a nuestro pueblo dio nombre"

## Geografía

### Población
Según los datos del censo 2022, Laboulaye cuenta con 22,532 habitantes (Indec, 2022), lo que representa un incremento del 9% frente a los 20,534 habitantes (Indec, 2010) del censo anterior.
| Gráfica de evolución demográfica de Laboulaye entre 1980 y 2022 |
|                                                                 |
| Fuente: Censos nacionales del INDEC                             |

### Clima
| Parámetros climáticos promedio de Laboulaye, Córdoba (1991–2020) | Parámetros climáticos promedio de Laboulaye, Córdoba (1991–2020) | Parámetros climáticos promedio de Laboulaye, Córdoba (1991–2020) | Parámetros climáticos promedio de Laboulaye, Córdoba (1991–2020) | Parámetros climáticos promedio de Laboulaye, Córdoba (1991–2020) | Parámetros climáticos promedio de Laboulaye, Córdoba (1991–2020) | Parámetros climáticos promedio de Laboulaye, Córdoba (1991–2020) | Parámetros climáticos promedio de Laboulaye, Córdoba (1991–2020) | Parámetros climáticos promedio de Laboulaye, Córdoba (1991–2020) | Parámetros climáticos promedio de Laboulaye, Córdoba (1991–2020) | Parámetros climáticos promedio de Laboulaye, Córdoba (1991–2020) | Parámetros climáticos promedio de Laboulaye, Córdoba (1991–2020) | Parámetros climáticos promedio de Laboulaye, Córdoba (1991–2020) | Parámetros climáticos promedio de Laboulaye, Córdoba (1991–2020) |
| Mes                                                              | Ene.                                                             | Feb.                                                             | Mar.                                                             | Abr.                                                             | May.                                                             | Jun.                                                             | Jul.                                                             | Ago.                                                             | Sep.                                                             | Oct.                                                             | Nov.                                                             | Dic.                                                             | Anual                                                            |
| ---------------------------------------------------------------- | ---------------------------------------------------------------- | ---------------------------------------------------------------- | ---------------------------------------------------------------- | ---------------------------------------------------------------- | ---------------------------------------------------------------- | ---------------------------------------------------------------- | ---------------------------------------------------------------- | ---------------------------------------------------------------- | ---------------------------------------------------------------- | ---------------------------------------------------------------- | ---------------------------------------------------------------- | ---------------------------------------------------------------- | ---------------------------------------------------------------- |
| Temp. máx. abs. (°C)                                             | 41.6                                                             | 38.5                                                             | 37.5                                                             | 34.5                                                             | 32.9                                                             | 27.0                                                             | 33.0                                                             | 36.1                                                             | 35.6                                                             | 41.7                                                             | 39.0                                                             | 42.0                                                             | 42.0                                                             |
| Temp. máx. media (°C)                                            | 30.4                                                             | 29.1                                                             | 27.3                                                             | 23.4                                                             | 19.4                                                             | 16.3                                                             | 15.7                                                             | 18.7                                                             | 21.3                                                             | 23.8                                                             | 27.3                                                             | 29.9                                                             | 23.6                                                             |
| Temp. media (°C)                                                 | 23.2                                                             | 21.8                                                             | 19.9                                                             | 16.1                                                             | 12.4                                                             | 9.1                                                              | 8.1                                                              | 10.2                                                             | 13.2                                                             | 16.6                                                             | 20.0                                                             | 22.4                                                             | 16.1                                                             |
| Temp. mín. media (°C)                                            | 16.9                                                             | 15.9                                                             | 14.2                                                             | 10.8                                                             | 7.6                                                              | 4.0                                                              | 2.8                                                              | 3.9                                                              | 6.6                                                              | 10.5                                                             | 13.5                                                             | 15.8                                                             | 10.2                                                             |
| Temp. mín. abs. (°C)                                             | 7.9                                                              | 5.3                                                              | 3.2                                                              | -2.9                                                             | -7.2                                                             | -7.2                                                             | -7.5                                                             | -7.6                                                             | -3.9                                                             | -0.4                                                             | 1.8                                                              | 5.7                                                              | -7.6                                                             |
| Precipitación total (mm)                                         | 130.0                                                            | 108.4                                                            | 128.6                                                            | 88.7                                                             | 39.0                                                             | 13.2                                                             | 13.5                                                             | 17.5                                                             | 48.4                                                             | 102.3                                                            | 106.0                                                            | 137.4                                                            | 933.0                                                            |
| Días de precipitaciones (≥ 0.1 mm)                               | 9.3                                                              | 7.7                                                              | 8.5                                                              | 8.2                                                              | 5.3                                                              | 3.9                                                              | 3.6                                                              | 3.4                                                              | 5.6                                                              | 9.6                                                              | 9.8                                                              | 10.1                                                             | 84.9                                                             |
| Horas de sol                                                     | 294.5                                                            | 260.4                                                            | 241.8                                                            | 207.0                                                            | 170.5                                                            | 144.0                                                            | 155.0                                                            | 201.5                                                            | 213.0                                                            | 241.8                                                            | 276.0                                                            | 279.0                                                            | 2684.5                                                           |
| Humedad relativa (%)                                             | 69.9                                                             | 74.3                                                             | 76.3                                                             | 76.2                                                             | 78.4                                                             | 76.9                                                             | 72.9                                                             | 67.1                                                             | 64.8                                                             | 68.1                                                             | 64.5                                                             | 64.5                                                             | 71.2                                                             |
| Fuente: Servicio Meteorológico Nacional                          |                                                                  |                                                                  |                                                                  |                                                                  |                                                                  |                                                                  |                                                                  |                                                                  |                                                                  |                                                                  |                                                                  |                                                                  |                                                                  |

## Parroquias de la Iglesia católica en Laboulaye
| Diócesis  | Villa de la Concepción del Río Cuarto |
| --------- | ------------------------------------- |
| Parroquia | Jesús Redentor                        |